# Tuppen
Tuppen är en svensk film från 1981, i regi av Lasse Hallström och med Magnus Härenstam i huvudrollen.

## Handling
Det är 1940-tal och andra världskriget börjar gå mot sitt slut. Vid den svenska textilfabriken Örnen börjar ledningen oroa sig för framtiden och den utländska konkurrens som man befarar ska komma. Ingenjör Cederqvist som är expert på tidmätning, tidsstudieman, kallas ned från Stockholm. Då nästan alla män i arbetsför ålder ligger ute i beredskap är i stort sett alla anställda på fabriken kvinnor, och Cederqvists egen bild av hans attraktionskraft stämmer inte överens med hur han ses av kvinnorna som arbetar på fabriken.

## Om filmen
Filmen hade premiär den 4 september 1981. Den hade som förlaga Ivar Lo-Johanssons novell Kvinnofabriken, vilken ingår i Lastbara berättelser från 1974. Denna baseras på en verklig händelse på Hargs fabrikers bomullsväveri Harg i Nyköping. Svensk Filmindustri bytte mot Ivar Lo-Johanssons vilja originalnovellens titel till Tuppen. För detta fick han ett skadestånd på 100 000 kronor. Filmen spelades in bland annat på Nääs Fabriker i Tollered.

## Rollista
| Magnus Härenstam   | – Ingenjör Cederqvist    |
| Allan Edwall       | – Hotellportier Thorsson |
| Pernilla Wallgren  | – Åsa                    |
| Maria Johansson    | – Hjördis                |
| Åsa Bjerkerot      | – Gerda                  |
| Suzanne Ernrup     | – Ottilia                |
| Ing-Marie Carlsson | – Karin                  |
| Ellinor Bille      | – Barbro                 |
| Ebba Malmström     | – Cecilia                |
| Annika Christensen | – Bodil                  |
| Annika Dopping     | – Magda                  |
| Lill Andersson     | – Lisa                   |
| Karin Miller       | – Emilia Lundberg        |
| Anita Ekström      | – Anna                   |
| Marian Gräns       | – Maria                  |
| Lars Göran Carlson | – Disponenten            |
| Claes Ljungmark    | – Allan                  |
| Roland Söderberg   | – Doktorn                |
| Tage Danielsson    | – Cyklist                |
| Weiron Holmberg    | – Verkmästare Karlsson   |

## Musik i filmen
- As Time Goes By, kompositör och text Herman Hupfeld
- En månskenspromenad, kompositör Thore Ehrling, text Nils Hellström
- En stilla flirt (En stille flørt), kompositör Jules Sylvain, svensk text Gösta Stevens norsk text Edith Øberg
- Ich muss wieder einmal in Grinzing sein (Vårvalsen/Så kom låt oss mötas på nytt i år), kompositör och text Ralph Benatzky, svensk text Svasse Bergqvist
- Ja, vi elsker dette landet, kompositör Rikard Nordraak, text Bjørnstjerne Bjørnson
- Med hundra gitarrer, kompositör Louis Lajtai, text Staffan Tjerneld
- Världen är full av violer, kompositör Nils Perne, text Nils Perne och Sven Paddock
- Gläd dig i din ungdom, kompositör Jules Sylvain
- Auld Lang Syne, text Robert Burns